# Abiola Irele
Francis Abiola Irele, poznan kot Abiola Irele, nigerijski znanstvenik, profesor, literarni kritik, pisatelj, filozof, * 22. maj 1936, Igro-Ora, Nigerija, † 2. julij 2017, Cambridge, Massachusetts, Združene države Amerike.
Irele velja za doajena afriških literarnih učenjakov. Vrsto let je deloval kot izredni profesor na Univerzi Harvard, bil pa je tudi rektor na univerzi Kwara v Nigeriji. 

## Zgodnje življenje
Abiola Irele se je rodil 22. maja 1936 v Igbo-Ora, v mestu na jugozahodu Nigerije. Njegova starša sta izhajala iz juga Nigerije, oče iz mesta Uokhe, mama pa iz mesta Ora. Že v zgodnjem otroštvu se je preselil v Enugu, kjer je njegov oče deloval kot državni uradnik. Zaradi očetove odsotnosti se je svojega prvega jezika, Igbo, naučil od služabnika, ki je delal za njegovega očeta. Abiolina starša sta se kmalu po njegovem rojstvu ločila, zato se je v otroštvu veliko selil, kar je vplivalo tudi na njegovo znanje različnih jezikov. Pri štirih letih se je preselil v Lagos, kjer se je naučil jezika Yoruba, kasneje pa se je s svojo materjo preselil v njen rojstni kraj Ora, kjer se je naučil tekoče govoriti Ora. Kmalu se je zopet preselil k očetu v Lagos, kjer je preživel večino svojega otroštva. Preko svoje mačehe, ki je bila brazilskega rodu, je spoznaval afro-brazilsko kulturo. V Lagosu je najprej obiskoval katoliško šolo St. Patrick’s School, kasneje pa katoliško univerzo, St. Gregory’s College. Z literaturo se je prvič srečal preko ljudskih pripovedk in recitacij pesnikov na ulici. V času svojega študija pa je začel brati tudi angleško literaturo.

## Študij
Irele je od leta 1955 do 1960 študiral na univerzi Ibadan. Leta 1957 je bil sprejet na angleški program. Kot stanovalec v študentskem domu, se je kmalu začel družiti s političnimi in kulturnimi aktivisti med katerimi so J.P. Clark, Emma Ifeajuna, Tony Ukpabi Asika in Nkem Nwankwo. V tistem času je na pobudo profesorja za angleščino, Martina Banhama,  začela izhajati literarna revija The Horn, kjer so študentje, med njimi tudi Irele, objavljali svoja prva dela. Irele je diplomiral leta 1960 in se po prejetju štipendije odločil, da bo odšel v Pariz na študij francoščine. Po šestih letih študija na pariški univerzi Sorbonne, je leta 1966 doktoriral iz francoščine. V Parizu se je seznanil s francoskimi intelektualci 20. stoletja, ter se začel ukvarjati s študijo Négritude. 

## Kariera
Po vrnitvi v domovino se je zaposlil na univerzi v Lagosu, na področju jezikov, potem pa na univerzi v Gani, v Legonu. Med letoma 1968 in 1975 je bili urednik revije Black Orpheus. Leta 1975 se je vrnil v Nigerijo, kjer je najprej poučeval na univerzi Ife, ampak je kmalu zatem odšel na univerzo v Ibdananu, kjer je bil predstavnik oddelka za jezike in profesor francoščine. V tem času je imel tudi njegovo znano predavanje “In praise of alienation” (Hvalnica odtujenosti). Leta 1989 se je zaposlil kot profesor afriške, francoske in primerjalne književnosti na univerzi Ohio, v Združenih državah.
Po upokojitvi je deloval kot izredni profesor za afriške, afro-ameriške in romanske jezike na Harvadu. Po letu 2009 je deloval kot rektor na nigerijski univerzi Kwara, v Ilorinu. 

## Zasebno življenje
Zelo redko je delil svoje zasebno življenje z javnostjo, zato o njem vemo bolj malo. Poročen je bil z Bassey Efiom 'Eka', vendar sta se hitro ločila. Imela sta pet hčera: Lola, Oladdunni, Tinke, Idia in najmlajša Aya.

## Smrt
Irele je po kratki bolezni umrl 2. julija leta 2017 v bolnišnici v ZDA. Nobelov nagrajenec za literaturo in dolgoletni prijatelj Wole Soyinka mu je v čast napisal pesem. 

## Négritude
Irele se je v študijskih letih seznanil z gibanjem Négritude, ki ga je razvil Aimé Césaire v reviji L'Étudiant noir.  Négritude je kritično-literarna teorija in gibanje, ki se je v večini razvilo zaradi francosko govorečih pisateljev, intelektualcev in politikov, pripadnikov afriške diaspore. Ustanovila ga je skupina afriških in karibskih študentov v Parizu v tridesetih letih 20. stoletja, ki si je prizadevala ponovno priznati vrednost temnopoltnosti in afriške kulture. Irele je Négritude razlagal kot literarno in ideološko gibanje francosko govorečih temnopoltih intelektualcev, ki so se ukvarjali z odnosi temnopoltih do kolonialne situacije. Irele je o tem napisal številne članke: leta 1964 v reviji Transition članek z naslovom A Defence of Négritude (Obramba Négritude) in leta 1977 članek z naslovom What is Négritude? (Kaj je Négritude?). V zbirki esejev Négritude et condition africaine (Négritude in afriško stanje), Irele raziskuje vprašanje afriške miselnosti. Njegov cilj je bil zakoreniniti afriški napredek v sedanjosti, ne pa v navidezni lepši preteklosti. 

## Izbrana dela
- The African Imagination: Literature in Africa and the Black Diaspora (Afriška domišljija: literatura v Afriki in črnski diaspori), Oxford University Press (2001)
- The African Experience in Literature and Ideology (Afriška izkušnja v literaturi in ideologiji), Indiana University Press (1990)
- skupaj s Simonom Gikandijem urednik knjige The Cambridge History of African and Caribbean Literature (Zgodovina afriške in karibske književnosti Cambridge), Cambridge University Press (2004)
- Négritude: Literature and ideology (Négritude: literatura in ideologija), The African Philosophy Reader

The African Imagination: Literature in Africa and the Black Diaspora (Afriška domišljija: literatura v Afriki in črnski diaspori) je zbirka esejev v kateri F. Abiola Irele celovito opredeli tako imenovano "afriško domišljijo", ki se kaže v ustnem izročilu in sodobni literaturi Afrike in črnske diaspore. Afriška domišljija vključuje Ireleva poglobljena kritična branja del Chinua Achebeja, Edwarda Kamaua Brathwaita, Amadouja Hampatéja Bâ in Ahmadouja Kouroume, med drugim pa tudi preučevanje vse večje prisotnosti afriškega pisanja na svetovnem literarnem trgu ter odnosa afriških intelektualcev z Zahodom.   